# Урочище Карпів ліс
Урочище Карпів ліс (рос. Урочище Карпов лес) — комплексна пам'ятка природи регіонального значення. Розташована у Верхньодонському районі поблизу станиці Казанська Ростовської області. Статус природної пам'ятки Урочище Карпов ліс отримано згідно з Рішенням Облвиконкому № 313 від 23.08.85 року. 

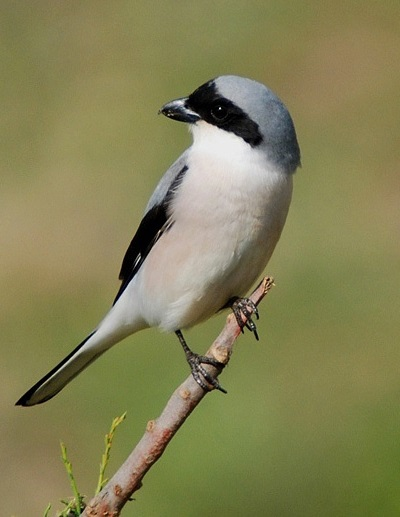
Чорнолобий сорокопуд

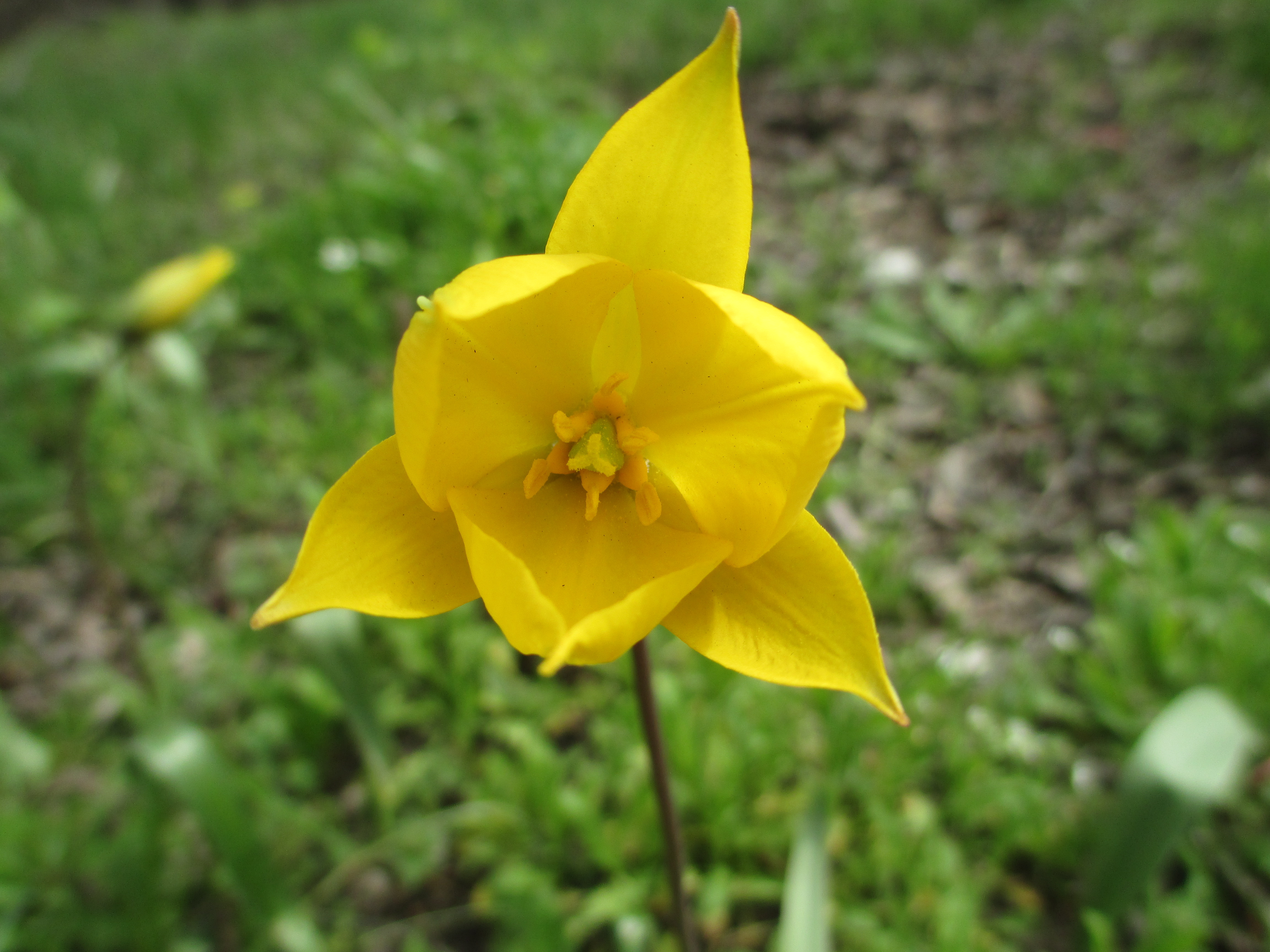
Тюльпан Біберштейна

## Опис
Урочище Карпів ліс розташоване у Верхньодонському лісгоспі на північному заході Верхньодонського району Ростовської області за 20 км від станиці Казанської. Має наукове та природоохоронне значення. Заповідник утворений 23 серпня 1985 року, відвідування людей суворо обмежене. Статус природної пам'ятки Урочище Карпів ліс отримало за рішенням Облвиконкому № 313 від 23.08.85 року. Урочище є природною лісовою дібровою, частина дерев природного походження, частина висаджена людьми.
Територія заповідника має рівнинний рельєф Калачської височини, висота місцевості становить 85-110 метрів над рівнем моря. Ґрунти супіщані і піщані, ґрунтоутворюючі породи — лісовидні суглинки і глини.
Відрізняється високим рівнем біорізноманіття. В урочища ростуть рідкісні види рослин, занесені в Червону книгу Ростовської області: анемона жовтецева, ряст ущільнений і Маршалла, тюльпан Біберштейна та ін. Тут мешкає багато видів ссавців. Серед них: бурозубка звичайна, лисиця, кам'яна куниця, ласка, борсук, заєць, лісова миша та ін), птахи (звичайний боривітер, вухата сова, припутень, чорнолобий сорокопуд, жулан, зеленушка та ін.
На території пам'ятки природи розташовані озера: Грем'яче (Кочетовське), Кам'яне, Чиганацьке, Пряме, Ганюсиха, Суха Парниця, Дрібна Клешня та ін.